# Limonia omniflava
Limonia omniflava är en tvåvingeart som beskrevs av Alexander 1936. Limonia omniflava ingår i släktet Limonia och familjen småharkrankar. Inga underarter finns listade i Catalogue of Life.